# Slow Down (셀레나 고메즈의 노래)
〈Slow Down〉은 셀레나 고메즈의 노래이다. 정규 데뷔 앨범 《Stars Dance》의 두 번째 싱글로서, 2013년 8월 13일에 발매되었다.